# Хінкал
Хінка́л — традиційна страва кавказької кухні, одна з найбільш популярних і в наші дні. Являє собою варені в м'ясному бульйоні шматочки тіста (власне «хінкаліни»), що подаються з бульйоном, вареним м'ясом та соусом.
Хінкал не слід плутати з грузинським хінкалі, що є істотно іншим типом страви.

## Опис
Варять м'ясо (основний варіант — баранина або яловичина, рідше практикують хінкал з куркою). Готують тісто для «хінкалінів». Розгортають його і ріжуть на шматочки (в різних варіантах різний розмір). Коли м'ясо звариться, виймають його з бульйону і варять в бульйоні шматочки тіста. Готують соус (томатний з часником, сметанний з часником).
На стіл подають окремо: блюдо з вареним м'ясом, блюдо з хінкалом, соус, чашки з бульйоном, в якому варили хінкал. Іноді хінкал кладуть на блюдо, обкладаючи його шматками м'яса.
У деяких варіантах хінкал подають також з відвареною картоплею.

## Види
Варіанти хінкала розрізняються перш за все розміром і способом приготування тіста.

### Аварськийхінкал
Тісто розкочують до товщини приблизно 1 см, нарізають ромбами стороною 3-4 см. Коли тісто звариться, кожен проколюють виделкою, щоб не здувся.

### Даргинськийхінкал
Тісто розкочують тонким шаром, посипають подрібненими волоськими горіхами, закочують в рулет і нарізають його невеликими шматочками.

### Кумицькийхінкал
Шматки м'яса (яловичина або баранина) вагою 600–800 гр. варять при слабкому кипінні, періодично знімаючи піну. Після готовності м'ясо витягують з каструлі і відокремлюють від кісток. Тісто розкочують завтовшки до 0,8–1,0 мм і нарізати хінкал квадратиками розміром 3–4 см. Нарізаний хінкал варять в тому бульйоні, де варилося м'ясо, попередньо проціджуючи бульйон.

### Лацькийхінкал
Тісто розкочують в ковбаски, які нарізають кубиками розміром з волоський горіх. Кожен шматочок кладуть на ліву долоню, роблячи в середині великим пальцем правої руки поглиблення, надаючи тісту форму «вушка». Лакці називають свій хінкал «гьавккури» або «ххункІру».

### Лезгинськийхінкал
Варять баранину або яловичину. Тісто тонко розкочується і нарізається невеликими квадратами. Потім вариться в м'ясному бульйоні, подається на стіл в гарячому вигляді, з м'ясом, аджикою, і томатним (часниковим) соусом. В кінці трапези в піалах подається бульйон..

### Чабанськийхінкал
Тісто розкочують у вигляді тонкої ковбаски і відривають шматки, які вміщаються в кулаці. Перед закладанням у воду шматочки тіста стискаються в кулаці, щоб на тесті залишалися сліди пальців.

### Суп-хінкал
Варять м'ясо, потім у бульйоні варять шматочки тіста, в бульйон додають приправу (наприклад, томатно-часниковий соус) і подають в одній тарілці з м'ясом..

### Солодкий хінкал
Рідкісний різновид хінкалу, яку готують в лацьких і деяких аварських селах. Раніше був неодмінним атрибутом проводів на службу: такий хінкал давали з собою призовникам. Інгредієнтами страви є борошно, вершкове масло, сода, яйця, сметана. Шматочки тіста смажаться в олії на сковорідці до отримання коричневого кольору.